# Cheiloclinium puberulum
Cheiloclinium puberulum är en benvedsväxtart som beskrevs av Lombardi. Cheiloclinium puberulum ingår i släktet Cheiloclinium och familjen Celastraceae. Inga underarter finns listade.